# Perissandria acuta
Perissandria acuta är en fjärilsart som beskrevs av Márton Hreblay och Plante 1998. Perissandria acuta ingår i släktet Perissandria och familjen nattflyn. Inga underarter finns listade i Catalogue of Life.